# Глеб Владимирский
Глеб Андреевич (ок. 1155—1175) — святой Русской православной церкви, покровитель города Владимира. Канонизирован в лике благоверных князей. Мощи находятся в Успенском соборе Владимира.
Известен только по религиозным сведениям.

## Биография
Сын великого князя Андрея Юрьевича Боголюбского, неизвестен по летописям, знающим только троих сыновей Боголюбского — Изяслава, Мстислава и Юрия.
По более поздним источникам, Глеб с двенадцатилетнего возраста стал усердно читать Священное Писание и другие душеспасительные книги, любил беседовать с монахами, отличался кротостью, смирением, нищелюбием и строгим воздержанием. 20 июня 1175 года, за несколько дней до убийства Андрея Боголюбского, 20 лет от роду он скончался и был торжественно погребён в Богородицкой соборной церкви во Владимире-на-Клязьме, причём от вопля народного не было слышно церковного пения.
Владимирцы издавна прославляли Глеба, как «взбранного и крепкого в праведницех, православною мудростию сияющего великого чудотворца», и его заступлению приписывали избавление их города от Литвы в 1608 году.

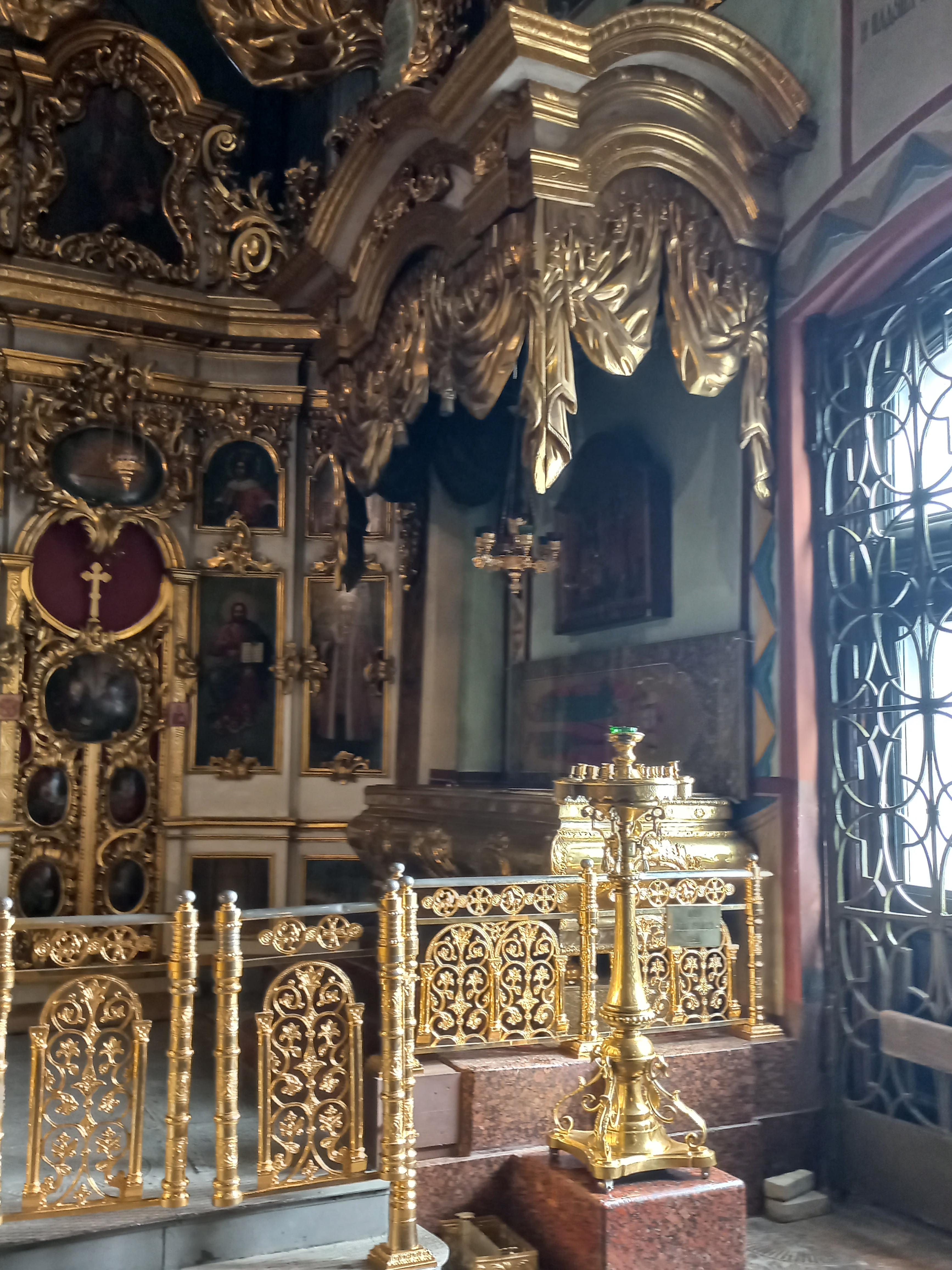
Рака в Успенском соборе Владимира

30 ноября 1702 году мощи были открыты и оказались нетленными. С этим событием, по-видимому, связана канонизация Глеба. В 1774 году во имя благоверного князя Глеба был освящён южный придел Владимирского Успенского кафедрального собора. Память Святого Глеба совершается в день его кончины 3 июля (20 июня).
Российский император Павел I, приложившись к мощам Святого Глеба, сказал великим князьям Александру и Константину: «дети, молитесь угоднику Божию Глебу; впервые в России вижу нетленно сохранившиеся мощи».
12 и 15 февраля 1919 года мощи князя Глеба и других владимирских святых были подвергнуты вскрытию. В протоколе осмотра была засвидетельствована исключительно хорошая сохранность мощей князя. Мощи святого Глеба и других владимирских святых были изъяты из собора, но возвращены Церкви в 1950-х годах. 
В настоящее время мощи благоверного князя Глеба находятся в Успенском соборе Владимира.

### Попытка анализа
Историк Русской церкви и церковной архитектуры академик Евгений Голубинский отождествлял Глеба с известным по летописям сыном Боголюбского Юрием и, сопоставляя свидетельства источников, пришёл к заключению, что Глеб-Юрий скончался «спустя несколько лет после 1175 г.». Голубинский предполагал также, что вследствие вражды дядей, великих князей Михаила и Всеволода Юрьевичей, Глеб «окончил недолгий свой век не во Владимире и не на княжении где-нибудь, а безместным скитальцем в какой-нибудь чужой княжеской семье и только для погребения привезен был во Владимир».